# أناستاسيوس سيديروبولوس
أناستاسيوس 'تاسوس' سيديروبولوس ((باليونانية: Αναστάσιος Σιδηρόπουλος)‏ مواليد 9 أغسطس 1979) هو حكم كرة قدم يوناني. وقد حكم في مسابقة الدوري الأوروبي 2013–14.
أصبح سيديروبولوس حكمًا لدى الفيفا في عام 2011.